# Tommaso Sandrino
Tommaso Sandrino o Sandrini (Brescia, 1580 – 1630) è stato un pittore italiano.

## Biografia

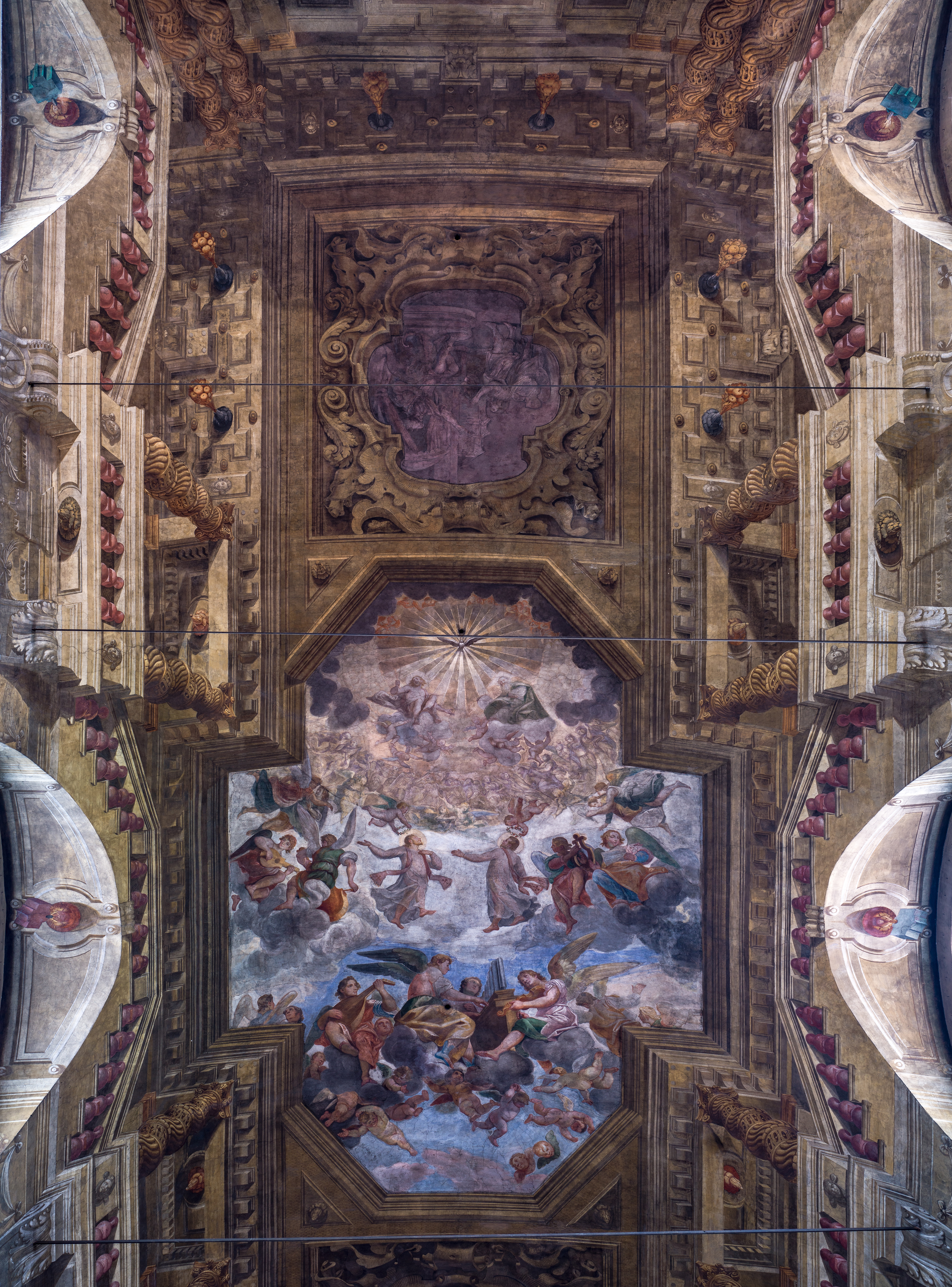
L'affresco della navata maggiore della chiesa dei Santi Faustino e Giovita a Brescia

La formazione di Tommaso Sandrino ha inizio quando, nel 1591, a solamente undici anni, su interesse del padre entra nella bottega di Giuseppe Bulgarini, al tempo lo scultore del legno più informato in città sulle assodate linee rinascimentali e sulle nuove tendenze barocche, molto impegnato nei lavori di rinnovo e abbellimento delle chiese locali dopo la visita di san Carlo Borromeo, avvenuta nel 1580: il cardinale aveva visitato tutte le chiese della diocesi, imponendo a ciascuna una serie di interventi, pochi o tanti, leggeri o radicali, per riallinearle ai voleri della Controriforma. La richiesta di opere in legno, efficaci e sicuramente meno costose di quelle lapidee, conosce una forte impennata. Il Bulgarini, formato fin da giovane sui trattati d'arte cinquecenteschi, acquista larga fama come costruttore di apparati architettonici, arrivando a padroneggiare con destrezza le più efficaci invenzioni prospettiche e le migliori tecniche compositive.
Il Sandrino cresce quindi in questo clima di forte inventiva, lavorando su prospettive, scorci, architetture decorative e motivi ornamentali di gusto ormai manieristico con evidenti accenni ad un sempre più prossimo barocco. Rimane nella bottega del Bulgarini, nei dintorni della Pallata, almeno fino al 1596, cioè alla scadenza formale del suo tirocinio. Non si sa, però, se vi sia rimasto ancora, né per quanto tempo.
La sua prima opera nota è la decorazione del Duomo di Salò, eseguita assieme a Giovan Battista Trotti, eseguita nei primissimi anni del Seicento, in date ancora oggi molto vaghe. Ricompare poi, con più esattezza, nel 1608 all'Abbazia di San Nicola a Rodengo-Saiano, mentre nel 1610 è ancora a Brescia, dove affresca lo scalone di rappresentanza del Broletto. Si notano quindi, fin da principio, committenze di alto livello, che il Sandrino mostra effettivamente di soddisfare con risultati di pari livello.
Nel 1612, con la commessa per la decorazione della lanterna e del coro del tempio della Beata Vergine della Ghiara, ha inizio il suo cosiddetto "periodo emiliano", breve ma ricco di rilevanti esperienze sul campo. Il lavoro viene però inizialmente rimandato a causa di contrasti con Giovan Battista Trotti, che il Sandrino trova nuovamente sulla sua strada come direttore dei lavori alla basilica. Non rimane comunque inoperoso e, nel frattempo, ottiene due prestigiosi incarichi: dipingere le sale del palazzo di Ippolito Bentivoglio a Ferrara e quelle del palazzo di Cornelio Bentivoglio a Reggio Emilia, il tutto eseguito fra il 1613 e l'inizio del 1614. Nell'aprile 1614 ottiene l'incarico di affrescare la volta centrale della chiesa di San Giovanni Battista di nuovo a Reggio, per la quale sfoggia finalmente tutto il suo repertorio di esperienze come disegnatore, decoratore e prospettivista, ricorrendo a tipologie e soluzioni formali che torneranno spesso nei successivi lavori. Terminati anche i lavori già commissionati nel Tempio della Beata Vergine della Ghiara, ottiene anche la commessa per la decorazione di una delle cupole, ma il lavoro non riesce perfettamente e la prospettiva illusoria non è ben resa. Della cosa si accorge evidentemente anche lo stesso Sandrino che, come firma in un cartiglio del tamburo, scrive: "PROSPECTVS ARGO (cioè: ergo) HANC PICTVRAE / FACIEM MODVLARI CONATVS / THOMAS SANDRINVS BRIXIENSIS / MDCXIV" che, approssimativamente, significa "il bresciano Tommaso Sandrino nel 1614 ha fatto lo sforzo di comporre questa architettura dipinta per ottenere un effetto prospettico".
Terminato quindi nel 1614 il "periodo emiliano", lo si trova per alcuni mesi a Padova dove esegue altri lavori minori, dopodiché rientra a Brescia, dando avvio al capitolo più noto e prolifico della sua carriera di pittore. Esegue numerosissimi affreschi sulle volte dei palazzi nobiliari cittadini e anche sulle pareti, dove apre ampie quadrature su paesaggi naturali. È poi la volta delle chiese, per le quali viene chiamato a dipingere vertiginosi scorci architettonici sulle volte di navate e cappelle. Nel 1620, inaspettatamente, i deputati del Capitolo della basilica reggiana della Ghiara vengono a Brescia per cercare il Sandrino, al quale propongono la decorazione della cupola del Duomo di Reggio Emilia, che non avrà poi esito. Nel frattempo, gli impegni a Brescia crescono a dismisura: al 1620 i Diari dei Bianchi annotano un'affluenza di pubblico sempre più numerosa verso le volte della chiesa di Santa Maria del Carmine, per la quale nel 1622 dipinge l'ardita volta a botte appena costruita per nascondere il vecchio tetto gotico a tavelle dipinte. Si ha in questo caso, come nei successivi, una collaborazione con altri pittori quali Antonio Gandino e Camillo Rama: il Sandrino dipingeva le finte architetture illusorie, mentre questi ultimi completavano gli spazi interni con sfondati prospettici.
Tra il 1626 e il 1629 il pittore è invece impegnato ad affrescare completamente l'appena ricostruita chiesa dei Santi Faustino e Giovita, collaborando ancora con Gandino e Rama. Probabilmente nello stesso periodo lavora anche sulle volte della scomparsa chiesa di San Domenico. Morirà infine pochi mesi dopo, nel 1630.